# 福岡放送長崎支局
福岡放送長崎支局（ふくおかほうそうながさきしきょく）は、福岡放送が1990年10月1日から1991年3月31日まで長崎県長崎市に設置していた同局の支局である。

## 長崎県と日本テレビ
長崎県はNNN発足時は日本テレビ九州分室が、1969年4月1日からは同日開局したテレビ長崎が取材にあたっていた。
1990年10月1日、長崎県に民放テレビ第4局をNNN系で開局することが予定され、同局に長崎県内の取材を引き継ぐため同日をもってテレビ長崎がNNNから脱退したが、民放テレビ第4局の設立が間に合わず、長崎県にNNN系列局がない空白が生じてしまった。テレビ長崎ではNNN脱退前日まで、ニュース番組のほとんどの枠をNNN（朝・昼・最終版）で占めている状況であった。このため、福岡県のNNN加盟局・福岡放送が長崎県の取材にあたる事となり、その結果設置されたのが福岡放送長崎支局である。
1990年12月に長崎国際テレビが設立され、1991年4月1日に開局したのを機に、福岡放送長崎支局は閉鎖されている。